# Sebastiano (magister militum)
Sebastiano  (m. 450) fue un militar romano del Imperio romano de Occidente. Ocupó el cargo de magister militum entre los años 432 y 433 bajo el gobierno de Valentiniano III.

## Magister militumen el Imperio occidental
Sebastiano estaba casado con la hija de Bonifacio, quién era comes Africae, y su esposa Pelagia. Su suegro fue nombrado magister militum en el año 432 por la regente Gala Placidia en sustitución de Flavio Aecio. Este aceptó, inicialmente, la pérdida de su cargo pero, el intento de acabar con él, llevó a una breve guerra civil, durante la que fue derrotado en la batalla de Rímini ese mismo año 432. A pesar de su victoria, Bonifacio murió por las heridas.
Sebastiano fue elevado al cargo de magister militum en sustitución de su suegro. Aecio, por su parte, huyó al territorio de los hunos donde consiguió formar un ejército para volver con él a Italia y recuperar su posición al mando del ejército romano. La corte de Rávena, ante su demostración de fuerza, lo volvió a restituir en su puesto y destituyó a Sebastiano.

## Huida al Imperio oriental
Tras perder el cargo, Sebastiano huyó a Constantinopla con varios de sus seguidores. Estos formaron un grupo dedicado a la piratería en los Dardanelos, actividad que fue cubierta por Sebastiano con la colaboración de varios eunucos del palacio. Su situación se fue volviendo insostenible con el tiempo y en el año 440 tuvo que abandonar el Imperio oriental.

## Estancia en Galia, Hispania y África
Recabó, primeramente, en la corte del rey visigodo Teodorico I tras lo que se trasladó a Barcelona cuando la corte de Rávena lo declaró enemigo público. Allí fue localizado y perseguido por lo que continuó su huida hasta llegar al reino vándalo en África. Genserico lo recibió bien y le asignó un puesto de consejero. Con el tiempo comenzó a desconfiar de sus actividades y le hizo ejecutar en el año 450.